# Pro ljubov'
Pro ljubov' (in russo Про любовь?) è un film del 2015 diretto da Anna Melikjan.

## Trama
Il film racconta diverse storie che condividono un tema: l'amore.